# (34140) 2000 QE11
2000 QE11 (asteroide 34140) é um asteroide da cintura principal. Possui uma excentricidade de 0.15510620 e uma inclinação de 11.21216º.
Este asteroide foi descoberto no dia 24 de agosto de 2000 por LINEAR em Socorro.